# 泾口镇
泾口镇，是中华人民共和国江苏省淮安市淮安区下辖的一个乡镇级行政单位。2018年撤消，并入车桥镇。

## 行政区划
泾口镇下辖以下地区：
光明社区、桥头社区、泾口社区、蒋桥社区、蛇峰村、官渡村、泾东村、姚河村、桂卿村、陈桥村、花巷村、高舍村和宥城村。